# Setabis epitus
Espèce
Setabis epitus est une espèce d'insectes lépidoptères appartenant à la famille des Riodinidae et au genre Setabis.

## Dénomination
Setabis epitus a été décrit par Pieter Cramer en 1770 sous le nom de Papilio epitus.
Synonymes : Erchia extranea Walker, 1854; Orimba cataleuca Herrich-Schäffer, [1858].

### Sous-espèces
- Calospila epitus epitus présent au Surinam.
- Calospila epitus epiphanis (Stichel, 1910); présent au Brésil.
- Calospila epitus paroemia (Stichel, 1910); présent en Équateur.

### Noms vernaculaires
Setabis epitus se nomme Epitus Metalmark en anglais.

## Description
Setabis epitus est un papillon aux ailes marron avec une plage blanche aux ailes antérieures et une couleur orange de la partie basale des ailes qui ne touche pas leur bord costal
Le revers est semblable, marron avec une plage blanche aux ailes antérieures et une partie basale orange, qui, aux ailes postérieures, se continue en soulignant les veines.

## Écologie et distribution
Setabis epitus est présent dans le nord de l'Amérique du Sud, en Équateur, en Guyane, Guyana, au Surinam et au Brésil.

### Protection
Pas de statut de protection particulier.